# Traditionelle Führer der Damara
Traditionelle Führer der Damara (englisch Traditional Leaders) bezeichnet als Sammelbegriff sowohl geschichtliche Führer der Damara, als auch Führer des Homelands Damaraland von Südwestafrika und ebenso die traditionellen Führer im heutigen Namibia.

## Rechtliche Grundlage
Gemäß der Verfassung Namibias von 1990 werden den traditionellen Führern, Stammes- und Sippenhäuptern, als auch traditionell ermittelten oder demokratisch gewählten Führern, ein fester Platz im politischen System Namibias eingeräumt. Damit wird der multikulturellen und vielschichtigen Gesellschaft des Landes Rechnung getragen.
Der Traditional Authorities Act sieht die Bezeichnungen head oder chief vor, räumt aber auch die Nutzung der traditionellen Titel ein.

## Gemeinsame Oberhäupter

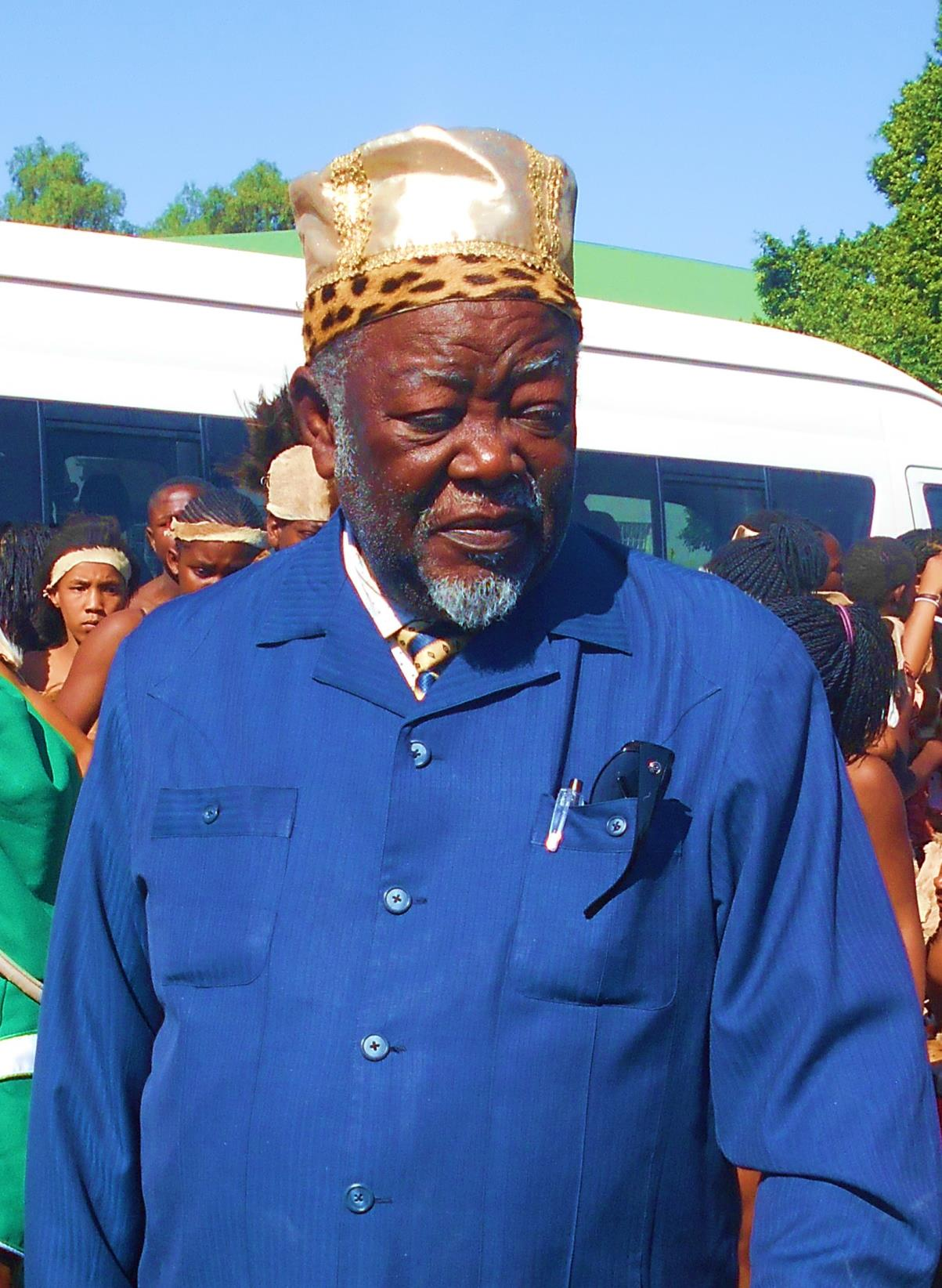
Justus ǁGaroëb (2016)

Oberhaupt der Damara ist in der Neuzeit (mindestens seit 1971) der Vorsitzende des sogenannten Damararates. Er hat seinen Sitz in Khorixas. Sie tragen seit Jahrhunderten den Königstitel Gaob. Viele von ihnen gehörten den ǃOeǂganKlicklaut aus dem Goreseb Roayal House1 an. Ein gemeinsamer traditioneller Gesetzesvorschlag sieht die Vereinigung aller Clans unter einem König vor.
- ǃĀǃNāǃNânub; vor 1390
- ǁAruseb; 1640–1665
  - ǀNarirab; um 1640
- ǀNarimab; 1665–1715
- ǃGariseb; 1715–1740
- ǀNawabeb; 1740–1790
  - Gaoseb; um 1790
- Xamseb; 1790–1812
- ǃGausib ǁGuruseb; 1812–1860
  - Hoeseb; um 1815
- Abraham ǁGuruseb (auch Seibeb), † 1894; etwa 1860–1880
- Cornelius ǁGoreseb1, * 1844 † 1910; 1880–1910; gilt als Vereiniger aller Damara
- Judas ǁGoreseb1, † 1953; 1910–1953 (1915–1923?)
  - Hosea ǁGoreseb1; 1923–1943
  - Theodor Gaoseb1; 1943–1953 (amtierend)
- Dawid ǁGoreseb1, † 1977; 1953–1977 (1976?); Begründer der modernen Damara mit einem Clansystem
- Justus ǁGaroëb, * 1942; seit 1977 (1982, 1993)

## Clan-Führer

### ǂAodaman
Die ǂAodaman haben ihren Sitz in Inhoek.
- Petrus Ukongo

### Dâure Daman
Die Dâure Daman haben ihren Sitz in ǂNu-danab. Sie siedelten historisch um das Brandbergmassiv, auf Khoekhoegowab Dâures.
- Ida ǀHuseb, * 1830 † 1950 (?)
- Abraham ǁGuruseb (auch Seibeb), † 1894; etwa 1860–1880
- Elias Taniseb,† 2017; 1984 (offiziell anerkannt am 6. März 2008) bis 2017
- Zacharias Seibeb; seit 2017

### ǃGaiodaman
Die ǃGaiodaman haben ihren Sitz in Kamanjab.
- Joseph Max Haraseb

### ǃGobanin
Die ǃGobanin haben ihren Sitz in Otjinene.
- Willie ǀGoagoseb, † 20. Juli 1993; bis 1993
- Frans ǀGoagoseb; seit 2003 (umstritten)
- Stephanus Ganseb; seit 2014 (?)

### ǀKhomanin
Die ǀKhomanin haben ihren Sitz in Windhoek.
- Josophat Gawa-ǃNab (auch Josephat), † 9. Oktober 2013[3]
- Juliana Gawa-!Nas; seit 2014 (interim)[4]

### Nami-Daman
Die Nami-Daman haben ihren Sitz in Sesfontein.
- Jeremia Gaobaeb; seit dem 27. Juli 2021[5]

### ǃOeǂgan
Die ǃOeǂgan haben ihren Sitz in Okombahe.
- Immanuel ǂNu-axa ǃGâseb (auch Immanuel ≠Nu Axa ǀGâseb)

### Tsoaxudaman
Die Tsoaxudaman haben ihren Sitz in Otjimbingwe.
- Bethuel Haraseb
- Joshua Seibeb; seit dem 12. November 2022[6]